# Humbert III av Savojen
Humbert III av Savojen, född 1136, död 1188, var regerande greve av Savojen från 1148 till 1188.